# 超高機動警察おまかせ!!ヴァーミリオン
『超高機動警察おまかせ!!ヴァーミリオン』（ちょうこうきどうけいさつ - ）は、山本剛（原作）・かねこしんや（作画）による漫画作品。ホビージャパンの刊行した漫画雑誌『コミックジャパン』で連載されるはずだったが、同誌が創刊号のみで休刊したため掲載誌を『RPGマガジン』に移し連載された。単行本全1巻。

## あらすじ
時は21世紀。急速なハイテク化・重装備化を進める組織犯罪に対抗するため、「重装機動隊」及び都市戦車「ウォーカー隊」が設立された。しかし、結果的に犯罪戦争は激化の一途を辿る。事態を重く見た警視庁は、1つの実験部隊を投入した。その名も警視庁新府中警察署「ポリスドール隊」。

## 登場人物

### 主要人物
PDX-100 ヴァーミリオン
ポリスドール隊備品。最新型PD（ポリスドール）。通称ヴァーミィ。階級は巡査。「X」の制式番号はテスト機であることを表しており、後に正式採用されて「PDV-100」となる。
PDの開発者、神無月紅葉教授が生前に考案していた「V（Variable）型」PDの一号機。後天的学習を重視するため教育には時間がかかるが、自己改変による高い成長可能性を秘めている。AIの人格ベース及び外見は、設計者である神無月トキマル博士の趣味によって、彼の妹であるアカネ巡査のそれがモデルとされた。
全高158cm（帽子含む）、乾燥重量185kg、機関出力100万馬力。
神無月アカネ（かんなづき - ）
ポリスドール隊隊員。ヴァーミィのお目付け役。階級は巡査。
兄であるトキマル博士の要望により、立川警察署の交通課から新府中警察署のPD隊へ転属、ヴァーミィの教育を担当することになった。ロボットの社会進出が目覚しい現状を見て、自分の成長や存在意義について悩んでいる。

### ポリスドール隊PD
PDC-101 ルージュ
汎用機として設計されたPD。ポリスドール隊では主に戦術指揮を担当する。言動は辛辣だが、次世代機であるヴァーミィの能力を高く評価し、来るべき世代交代に向けた指導を行っている。
全高178cm、乾燥重量166kg、機関出力22万馬力。
PDM-102 ブルー
近接戦闘型PD。格闘戦に特化した機体で、古今東西の格闘技データを備えているだけでなく、間接構造も人間のそれに近く作られている。性格は典型的な体育会系で、ヴァーミィにとっては面倒見のいい先輩。
全高176cm、乾燥重量170kg、機関出力26万馬力。
PDH-103 ヴァイス
火力支援型PD。警察上層部の要請により、他のPDとは異なる重火器内蔵型として造られた。設計には当時神無月研究所の研究員だったケヴィンが関わっており、そのせいか性格も派手な攻撃を好むいわゆるトリガーハッピー的である。
全高152cm、乾燥重量175kg、機関出力18万5千馬力。
PDB-104 ロゼッタ
情報処理型PD。顕微鏡サイズの情報処理プロセッサを多数備えた並列処理により情報収集と分析を行う。ネットワーク接続能力も高い彼女の能力は、万一暴走した場合最も危険な能力でもあるため、危機管理の観点から彼女のボディは人力で破壊できるほど脆弱に造られており、また動力も外部バッテリーに依存している。
全高158cm、乾燥重量98kg、機関出力0･6馬力。
PDN-105 斗萌（トモエ）
隠密哨戒型PD。忍者をイメージして設計されており、運動性能と共にステルス能力も高い。そのため隠密活動に入ると、警察からの補足･支援すら困難になる。刑事課や公安からも頻繁に協力を要請されるため、他のPDたちとは別行動になることが多い。
全高166cm、乾燥重量108kg、機関出力21万馬力。
PDV-101 ヴァイオレット
ヴァーミィと同時期に設計された姉妹機。開発予算が一時凍結されており、ヴァーミィより1年遅れての完成となった。しかし完成直前、ケヴィンのハッキングを受けてしまい起動と同時に周囲を攻撃し始める。予算認可の条件として、左腕は攻撃に特化したカタパルトアームに改装済。
全高159cm、乾燥重量221kg、機関出力110万馬力。

### 犯罪者達
ケヴィン・シュバルツ
元神無月研究所研究員。重火器搭載型ロボットの開発で高い評価を得ていたが、資材横流しを行って研究所を解雇された。その後、ディアマンテ・インダストリィ開発部長となり、自分を認めなかった神無月研究所への復讐としてPD隊への攻撃を行う。
シェイド
ケヴィンが設計した戦闘型ロボット。対人セキュリティは行われておらず、暗殺などの活動も行っている。自我が強く攻撃的だが、主であるケヴィンへの忠誠心は高い。
夜神灰人
薬物デザイナー。薬品や化合物を分子レベルから設計・合成する作業を行っている。非合法ドラッグの密造をケヴィンに押さえられ、自らの製造した人狼化ドラッグで殺人を繰り返す。が、ヴァーミィに文字通り「尻尾をつかまれ」、怪力で振り回されて逮捕される。
1（アイン）
ある組織がPD隊を攻撃するため送り込んだ大型サイボーグ。PDは人間への攻撃が制限されるため、銃器で応戦することができない。

### その他
神無月トキマル
ロボット工学博士。PD隊付き技官でヴァーミィの設計者でもある。PDシリーズの開発者である父・神無月紅葉教授の跡を継いでV型PDの開発に着手した。
白石警視
ポリスドール隊隊長。
朝霧警部補
ポリスドール隊現場主任。
近藤戦車長
新府中署ウォーカー部隊戦車長。任務の性質上、しばしばPDたちと協力し合う。